# Glen Scotia
Glen Scotia Distillery – producent szkockiej single malt whisky, znajdujący się w rejonie Campbeltown na krańcach półwyspu Kintyre w Szkocji. Jest jednym z dwóch ostatnich ocalałych producentów w tym, niegdyś świetnie prosperującym, rejonie.

## Historia
Gorzelnia nie miała szczęścia i wielokrotnie w swojej historii była sprzedawana innym właścicielom, produkcja zaś trzykrotnie zawieszana. Założona w 1832 przez spółkę Stewart, Galbraith & Co., w 1919 zakupiona została przez West Highland Malt Distilleries Ltd. Już pięć lat później kolejnym nabywcą był Duncan MacCallum. W latach 1928–1933 destylarnia była nieczynna. W 1930 właściciel popełnił samobójstwo, a zakład przejęli bracia Bloch, właściciele gorzelni Scapa. W roku 1954 obydwie destylarnie zakupił koncern Hiram Walker & Sons, by już rok później sprzedać ją spółce A. Gillies & Co. W roku 1970 zakład stał się częścią Amalgamated Distilled Products Ltd, przez kolejne lata zainwestowano tu miliony funtów. Nie uchroniło to jednak firmy przed bankructwem i w 1984 Glen Scotia została ponownie zamknięta. Pięć lat później zakład kupiła firma Gibson International. Kolejne pięć lat wystarczyło, by destylarnia ponownie zmieniła właściciela, tym razem była to spółka Glen Catrine Warehouse Ltd - przedsiębiorstwo zależne od Loch Lomond Distillery Ltd. W 1996 produkcja ruszyła w bardzo ograniczonej formie, by w pełni ruszyć w roku 2000. W międzyczasie Glen Scotia została wystawiona na sprzedaż i czeka na nowego właściciela po dziś dzień.

## Charakter
Glen Scotia to doskonały przykład odrębnego stylu whisky z Campbeltown. Czuć w niej wyraźne wpływy morskie, zdecydowany smak o długim, potężnym finiszu.

## Butelkowanie
- Glen Scotia 14 years
- Glen Scotia 12 years
- Glen Scotia 17 Year Old
- Glen Scotia 1973 (26 Years Old)
- Glen Scotia Heavily Peated Single Malt Cask #525
- Glen Scotia 1991 Signatory Vintage (wydane przez Signatory Independent Bottler)
- Glen Scotia Campbeltown Harbour